# PostNord Danmark Rundt 2024
Danmark Rundt 2024 (eller PostNord Danmark Rundt 2024 af sponsorårsager) var den 33. udgave af det danske etapeløb Danmark Rundt. Cykelløbets fem etaper blev kørt fra 14. til 18. august 2024. Første etape var et holdløb, der havde start og mål i Holstebro i anledning af byens 750 års jubilæum. Det var første gang, at der skulle køres et holdløb i Danmark Rundt, og det var også årets eneste holdløb i et professionelt cykelløb på den internationale kalender.
De deltagende hold, ruten og de fem etaper blev præsenteret den 20. februar 2024. Løbet var en del af UCI ProSeries 2024. Løbets sidste etape sluttede i Bagsværd. Der deltog tre hold fra det øverste internationale lag, UCI World Teams, hvilket var det laveste antal siden løbet i 2019.

## Etaperne
| Etape    | Dato     | Start – Mål             | type           | Afstand (km) | Elevation (m) | Etapevinder               | Førende rytter       |
| -------- | -------- | ----------------------- | -------------- | ------------ | ------------- | ------------------------- | -------------------- |
| 1. etape | 14. aug. | Holstebro – Holstebro   | holdtidskørsel | 13,7         | 61 m          | Team dsm-firmenich PostNL | Tobias Lund Andresen |
| 2. etape | 15. aug. | Ringkøbing – Vejle      | kuperet etape  | 231,3        | 2.000 m       | Magnus Cort               | Arnaud De Lie        |
| 3. etape | 16. aug. | Kolding – Haderslev     | flad etape     | 156,1        | 1.300 m       | Tobias Lund Andresen      | Arnaud De Lie        |
| 4. etape | 17. aug. | Store Heddinge – Holbæk | flad etape     | 177,7        | 1.200 m       | Jelte Krijnsen            | Arnaud De Lie        |
| 5. etape | 18. aug. | Roskilde – Bagsværd     | flad etape     | 157,5        | 900 m         | Tobias Lund Andresen      | Arnaud De Lie        |

### 1. etape
| Holstebro - Holstebro | holdtidskørsel | (13,7 km) |

| \| Etaperesultat \| Etaperesultat \| Etaperesultat \| Etaperesultat \| Etaperesultat \| Etaperesultat \| \| Hold \| Hold \| Tid \| Tidsforskel \| Gns. fart \| \| \| ------------- \| ------------------------- \| ------------- \| ------------- \| ------------- \| ------------- \| \| 1. \| Team dsm-firmenich PostNL \| 14' 31" \| \| 56.625 km/t \| \| \| 2. \| UAE Team Emirates \| 14' 31" \| + 0" \| 56.625 km/t \| \| \| 3. \| Lotto Dstny \| \| + 3" \| 56.430 km/t \| \| \| 4. \| Danmark \| \| + 5" \| \| \| \| 5. \| ColoQuick \| \| + 6" \| \| \| \| 6. \| Uno-X Mobility \| \| + 7" \| \| \| \| 7. \| Q36.5 Pro Cycling Team \| \| + 14" \| \| \| \| 8. \| Airtox-Carl Ras \| \| + 16" \| \| \| \| 9. \| TDT-Unibet \| \| + 17" \| \| \| \| 10. \| Team Flanders-Baloise \| \| + 18" \| \| \| |                           |         |             |             |
| |                           |         |             |             |
| Kilder: ProCyclingStats Cycling Quotient |                           |         |             |             |
| Etaperesultat |                           |         |             |             |
| Hold | Hold                      | Tid     | Tidsforskel | Gns. fart   |
| 1. | Team dsm-firmenich PostNL | 14' 31" |             | 56.625 km/t |
| 2. | UAE Team Emirates         | 14' 31" | + 0"        | 56.625 km/t |
| 3. | Lotto Dstny               |         | + 3"        | 56.430 km/t |
| 4. | Danmark                   |         | + 5"        |             |
| 5. | ColoQuick                 |         | + 6"        |             |
| 6. | Uno-X Mobility            |         | + 7"        |             |
| 7. | Q36.5 Pro Cycling Team    |         | + 14"       |             |
| 8. | Airtox-Carl Ras           |         | + 16"       |             |
| 9. | TDT-Unibet                |         | + 17"       |             |
| 10. | Team Flanders-Baloise     |         | + 18"       |             |

| \| Samlede stilling \| Samlede stilling \| Samlede stilling \| Samlede stilling \| Samlede stilling \| \| Rytter \| Rytter \| Hold \| Tid \| \| \| ---------------- \| -------------------- \| ------------------------- \| ---------------- \| ---------------- \| \| 1. \| Tobias Lund Andresen \| Team dsm-firmenich PostNL \| 14' 31" \| \| \| 2. \| Johan Dorussen \| Team dsm-firmenich PostNL \| + 0" \| \| \| 3. \| Ivo Oliveira \| UAE Team Emirates \| + 0" \| \| \| 4. \| Frank van den Broek \| Team dsm-firmenich PostNL \| + 0" \| \| \| 5. \| Finn Fisher-Black \| UAE Team Emirates \| + 1" \| \| \| 6. \| Mikkel Bjerg \| UAE Team Emirates \| + 1" \| \| \| 7. \| Sjoerd Bax \| UAE Team Emirates \| + 1" \| \| \| 8. \| Jenno Berckmoes \| Lotto Dstny \| + 3" \| \| \| 9. \| Jasper De Buyst \| Lotto Dstny \| + 3" \| \| \| 10. \| Arnaud De Lie \| Lotto Dstny \| + 3" \| \| |                      |                           |         |
| |                      |                           |         |
| Kilder: ProCyclingStats Cycling Quotient |                      |                           |         |
| Samlede stilling |                      |                           |         |
| Rytter | Rytter               | Hold                      | Tid     |
| 1. | Tobias Lund Andresen | Team dsm-firmenich PostNL | 14' 31" |
| 2. | Johan Dorussen       | Team dsm-firmenich PostNL | + 0"    |
| 3. | Ivo Oliveira         | UAE Team Emirates         | + 0"    |
| 4. | Frank van den Broek  | Team dsm-firmenich PostNL | + 0"    |
| 5. | Finn Fisher-Black    | UAE Team Emirates         | + 1"    |
| 6. | Mikkel Bjerg         | UAE Team Emirates         | + 1"    |
| 7. | Sjoerd Bax           | UAE Team Emirates         | + 1"    |
| 8. | Jenno Berckmoes      | Lotto Dstny               | + 3"    |
| 9. | Jasper De Buyst      | Lotto Dstny               | + 3"    |
| 10. | Arnaud De Lie        | Lotto Dstny               | + 3"    |

### 2. etape
| Ringkøbing - Vejle | kuperet etape | (231,3 km) |

| \| Etaperesultat \| Etaperesultat \| Etaperesultat \| Etaperesultat \| Etaperesultat \| \| Rytter \| Rytter \| Hold \| Tid \| \| \| ------------- \| -------------------- \| ------------------------- \| ------------- \| ------------- \| \| 1. \| Magnus Cort \| Uno-X Mobility \| 5t 17' 10" \| \| \| 2. \| Arnaud De Lie \| Lotto Dstny \| + 0" \| \| \| 3. \| Søren Kragh Andersen \| Alpecin-Deceuninck \| + 4" \| \| \| 4. \| Anders Foldager \| Danmark \| + 10" \| \| \| 5. \| Michael Gogl \| Alpecin-Deceuninck \| + 18" \| \| \| 6. \| Sean Flynn \| Team dsm-firmenich PostNL \| + 18" \| \| \| 7. \| Jenno Berckmoes \| Lotto Dstny \| + 27" \| \| \| 8. \| Matteo Trentin \| Tudor Pro Cycling Team \| + 31" \| \| \| 9. \| Frank van den Broek \| Team dsm-firmenich PostNL \| + 31" \| \| \| 10. \| Jelle Johannink \| TDT-Unibet \| + 57" \| \| |                      |                           |            |
| |                      |                           |            |
| Kilder: ProCyclingStats Cycling Quotient |                      |                           |            |
| Etaperesultat |                      |                           |            |
| Rytter | Rytter               | Hold                      | Tid        |
| 1. | Magnus Cort          | Uno-X Mobility            | 5t 17' 10" |
| 2. | Arnaud De Lie        | Lotto Dstny               | + 0"       |
| 3. | Søren Kragh Andersen | Alpecin-Deceuninck        | + 4"       |
| 4. | Anders Foldager      | Danmark                   | + 10"      |
| 5. | Michael Gogl         | Alpecin-Deceuninck        | + 18"      |
| 6. | Sean Flynn           | Team dsm-firmenich PostNL | + 18"      |
| 7. | Jenno Berckmoes      | Lotto Dstny               | + 27"      |
| 8. | Matteo Trentin       | Tudor Pro Cycling Team    | + 31"      |
| 9. | Frank van den Broek  | Team dsm-firmenich PostNL | + 31"      |
| 10. | Jelle Johannink      | TDT-Unibet                | + 57"      |

| \| Samlede stilling \| Samlede stilling \| Samlede stilling \| Samlede stilling \| Samlede stilling \| \| Rytter \| Rytter \| Hold \| Tid \| \| \| ---------------- \| -------------------- \| ------------------------- \| ---------------- \| ---------------- \| \| 1. \| Arnaud De Lie \| Lotto Dstny \| 5t 31' 38" \| \| \| 2. \| Magnus Cort \| Uno-X Mobility \| + 0" \| \| \| 3. \| Anders Foldager \| Danmark \| + 18" \| \| \| 4. \| Søren Kragh Andersen \| Alpecin-Deceuninck \| + 24" \| \| \| 5. \| Jenno Berckmoes \| Lotto Dstny \| + 33" \| \| \| 6. \| Frank van den Broek \| Team dsm-firmenich PostNL \| + 34" \| \| \| 7. \| Michael Gogl \| Alpecin-Deceuninck \| + 42" \| \| \| 8. \| Matteo Trentin \| Tudor Pro Cycling Team \| + 54" \| \| \| 9. \| Sean Flynn \| Team dsm-firmenich PostNL \| + 57" \| \| \| 10. \| Mikkel Bjerg \| UAE Team Emirates \| + 1' 05" \| \| |                      |                           |            |
| |                      |                           |            |
| Kilder: ProCyclingStats Cycling Quotient |                      |                           |            |
| Samlede stilling |                      |                           |            |
| Rytter | Rytter               | Hold                      | Tid        |
| 1. | Arnaud De Lie        | Lotto Dstny               | 5t 31' 38" |
| 2. | Magnus Cort          | Uno-X Mobility            | + 0"       |
| 3. | Anders Foldager      | Danmark                   | + 18"      |
| 4. | Søren Kragh Andersen | Alpecin-Deceuninck        | + 24"      |
| 5. | Jenno Berckmoes      | Lotto Dstny               | + 33"      |
| 6. | Frank van den Broek  | Team dsm-firmenich PostNL | + 34"      |
| 7. | Michael Gogl         | Alpecin-Deceuninck        | + 42"      |
| 8. | Matteo Trentin       | Tudor Pro Cycling Team    | + 54"      |
| 9. | Sean Flynn           | Team dsm-firmenich PostNL | + 57"      |
| 10. | Mikkel Bjerg         | UAE Team Emirates         | + 1' 05"   |

### 3. etape
| Kolding - Haderslev | flad etape | (156,1 km) |

| \| Etaperesultat \| Etaperesultat \| Etaperesultat \| Etaperesultat \| Etaperesultat \| \| Rytter \| Rytter \| Hold \| Tid \| \| \| ------------- \| -------------------- \| ------------------------- \| ------------- \| ------------- \| \| 1. \| Tobias Lund Andresen \| Team dsm-firmenich PostNL \| 3t 16' 59" \| \| \| 2. \| Arnaud De Lie \| Lotto Dstny \| + 0" \| \| \| 3. \| Magnus Cort \| Uno-X Mobility \| + 0" \| \| \| 4. \| Matteo Trentin \| Tudor Pro Cycling Team \| + 0" \| \| \| 5. \| Jelte Krijnsen \| Q36.5 Pro Cycling Team \| + 0" \| \| \| 6. \| Nicolò Parisini \| Q36.5 Pro Cycling Team \| + 0" \| \| \| 7. \| Søren Kragh Andersen \| Alpecin-Deceuninck \| + 0" \| \| \| 8. \| Rui Oliveira \| UAE Team Emirates \| + 0" \| \| \| 9. \| Aaron Van Poucke \| Team Flanders-Baloise \| + 0" \| \| \| 10. \| Sean Flynn \| Team dsm-firmenich PostNL \| + 0" \| \| |                      |                           |            |
| |                      |                           |            |
| Kilder: ProCyclingStats Cycling Quotient |                      |                           |            |
| Etaperesultat |                      |                           |            |
| Rytter | Rytter               | Hold                      | Tid        |
| 1. | Tobias Lund Andresen | Team dsm-firmenich PostNL | 3t 16' 59" |
| 2. | Arnaud De Lie        | Lotto Dstny               | + 0"       |
| 3. | Magnus Cort          | Uno-X Mobility            | + 0"       |
| 4. | Matteo Trentin       | Tudor Pro Cycling Team    | + 0"       |
| 5. | Jelte Krijnsen       | Q36.5 Pro Cycling Team    | + 0"       |
| 6. | Nicolò Parisini      | Q36.5 Pro Cycling Team    | + 0"       |
| 7. | Søren Kragh Andersen | Alpecin-Deceuninck        | + 0"       |
| 8. | Rui Oliveira         | UAE Team Emirates         | + 0"       |
| 9. | Aaron Van Poucke     | Team Flanders-Baloise     | + 0"       |
| 10. | Sean Flynn           | Team dsm-firmenich PostNL | + 0"       |

| \| Samlede stilling \| Samlede stilling \| Samlede stilling \| Samlede stilling \| Samlede stilling \| \| Rytter \| Rytter \| Hold \| Tid \| \| \| ---------------- \| -------------------- \| ------------------------- \| ---------------- \| ---------------- \| \| 1. \| Arnaud De Lie \| Lotto Dstny \| 8t 48' 28" \| \| \| 2. \| Magnus Cort \| Uno-X Mobility \| + 5" \| \| \| 3. \| Anders Foldager \| Danmark \| + 27" \| \| \| 4. \| Søren Kragh Andersen \| Alpecin-Deceuninck \| + 33" \| \| \| 5. \| Jenno Berckmoes \| Lotto Dstny \| + 41" \| \| \| 6. \| Frank van den Broek \| Team dsm-firmenich PostNL \| + 43" \| \| \| 7. \| Michael Gogl \| Alpecin-Deceuninck \| + 51" \| \| \| 8. \| Matteo Trentin \| Tudor Pro Cycling Team \| + 1' 03" \| \| \| 9. \| Sean Flynn \| Team dsm-firmenich PostNL \| + 1' 06" \| \| \| 10. \| Andreas Leknessund \| Uno-X Mobility \| + 1' 20" \| \| |                      |                           |            |
| |                      |                           |            |
| Kilder: ProCyclingStats Cycling Quotient |                      |                           |            |
| Samlede stilling |                      |                           |            |
| Rytter | Rytter               | Hold                      | Tid        |
| 1. | Arnaud De Lie        | Lotto Dstny               | 8t 48' 28" |
| 2. | Magnus Cort          | Uno-X Mobility            | + 5"       |
| 3. | Anders Foldager      | Danmark                   | + 27"      |
| 4. | Søren Kragh Andersen | Alpecin-Deceuninck        | + 33"      |
| 5. | Jenno Berckmoes      | Lotto Dstny               | + 41"      |
| 6. | Frank van den Broek  | Team dsm-firmenich PostNL | + 43"      |
| 7. | Michael Gogl         | Alpecin-Deceuninck        | + 51"      |
| 8. | Matteo Trentin       | Tudor Pro Cycling Team    | + 1' 03"   |
| 9. | Sean Flynn           | Team dsm-firmenich PostNL | + 1' 06"   |
| 10. | Andreas Leknessund   | Uno-X Mobility            | + 1' 20"   |

### 4. etape
| Store Heddinge - Holbæk | flad etape | (177,7 km) |

| \| Etaperesultat \| Etaperesultat \| Etaperesultat \| Etaperesultat \| Etaperesultat \| \| Rytter \| Rytter \| Hold \| Tid \| \| \| ------------- \| -------------------- \| ----------------------------- \| ------------- \| ------------- \| \| 1. \| Jelte Krijnsen \| Q36.5 Pro Cycling Team \| 3t 49' 05" \| \| \| 2. \| Anton Stensby \| Team Coop-Repsol \| + 17" \| \| \| 3. \| Tobias Lund Andresen \| Team dsm-firmenich PostNL \| + 23" \| \| \| 4. \| Arvid de Kleijn \| Tudor Pro Cycling Team \| + 23" \| \| \| 5. \| Arnaud De Lie \| Lotto Dstny \| + 23" \| \| \| 6. \| Nils Eekhoff \| Team dsm-firmenich PostNL \| + 23" \| \| \| 7. \| Giacomo Nizzolo \| Q36.5 Pro Cycling Team \| + 23" \| \| \| 8. \| Luca Colnaghi \| VF Group-Bardiani CSF-Faizanè \| + 23" \| \| \| 9. \| Rui Oliveira \| UAE Team Emirates \| + 23" \| \| \| 10. \| Tim Torn Teutenberg \| Lidl-Trek Future Racing \| + 23" \| \| |                      |                               |            |
| |                      |                               |            |
| Kilder: ProCyclingStats Cycling Quotient |                      |                               |            |
| Etaperesultat |                      |                               |            |
| Rytter | Rytter               | Hold                          | Tid        |
| 1. | Jelte Krijnsen       | Q36.5 Pro Cycling Team        | 3t 49' 05" |
| 2. | Anton Stensby        | Team Coop-Repsol              | + 17"      |
| 3. | Tobias Lund Andresen | Team dsm-firmenich PostNL     | + 23"      |
| 4. | Arvid de Kleijn      | Tudor Pro Cycling Team        | + 23"      |
| 5. | Arnaud De Lie        | Lotto Dstny                   | + 23"      |
| 6. | Nils Eekhoff         | Team dsm-firmenich PostNL     | + 23"      |
| 7. | Giacomo Nizzolo      | Q36.5 Pro Cycling Team        | + 23"      |
| 8. | Luca Colnaghi        | VF Group-Bardiani CSF-Faizanè | + 23"      |
| 9. | Rui Oliveira         | UAE Team Emirates             | + 23"      |
| 10. | Tim Torn Teutenberg  | Lidl-Trek Future Racing       | + 23"      |

| \| Samlede stilling \| Samlede stilling \| Samlede stilling \| Samlede stilling \| Samlede stilling \| \| Rytter \| Rytter \| Hold \| Tid \| \| \| ---------------- \| -------------------- \| ------------------------- \| ---------------- \| ---------------- \| \| 1. \| Arnaud De Lie \| Lotto Dstny \| 12t 37' 56" \| \| \| 2. \| Magnus Cort \| Uno-X Mobility \| + 5" \| \| \| 3. \| Anders Foldager \| Danmark \| + 27" \| \| \| 4. \| Søren Kragh Andersen \| Alpecin-Deceuninck \| + 33" \| \| \| 5. \| Jenno Berckmoes \| Lotto Dstny \| + 41" \| \| \| 6. \| Michael Gogl \| Alpecin-Deceuninck \| + 51" \| \| \| 7. \| Frank van den Broek \| Team dsm-firmenich PostNL \| + 52" \| \| \| 8. \| Matteo Trentin \| Tudor Pro Cycling Team \| + 1' 03" \| \| \| 9. \| Sean Flynn \| Team dsm-firmenich PostNL \| + 1' 06" \| \| \| 10. \| Andreas Leknessund \| Uno-X Mobility \| + 1' 29" \| \| |                      |                           |             |
| |                      |                           |             |
| Kilder: ProCyclingStats Cycling Quotient |                      |                           |             |
| Samlede stilling |                      |                           |             |
| Rytter | Rytter               | Hold                      | Tid         |
| 1. | Arnaud De Lie        | Lotto Dstny               | 12t 37' 56" |
| 2. | Magnus Cort          | Uno-X Mobility            | + 5"        |
| 3. | Anders Foldager      | Danmark                   | + 27"       |
| 4. | Søren Kragh Andersen | Alpecin-Deceuninck        | + 33"       |
| 5. | Jenno Berckmoes      | Lotto Dstny               | + 41"       |
| 6. | Michael Gogl         | Alpecin-Deceuninck        | + 51"       |
| 7. | Frank van den Broek  | Team dsm-firmenich PostNL | + 52"       |
| 8. | Matteo Trentin       | Tudor Pro Cycling Team    | + 1' 03"    |
| 9. | Sean Flynn           | Team dsm-firmenich PostNL | + 1' 06"    |
| 10. | Andreas Leknessund   | Uno-X Mobility            | + 1' 29"    |

### 5. etape
| Roskilde - Bagsværd | flad etape | (157,5 km) |

| \| Etaperesultat \| Etaperesultat \| Etaperesultat \| Etaperesultat \| Etaperesultat \| \| Rytter \| Rytter \| Hold \| Tid \| \| \| ------------- \| -------------------- \| ----------------------------- \| ------------- \| ------------- \| \| 1. \| Tobias Lund Andresen \| Team dsm-firmenich PostNL \| 3t 18' 18" \| \| \| 2. \| Enrico Zanoncello \| VF Group-Bardiani CSF-Faizanè \| + 0" \| \| \| 3. \| Magnus Cort \| Uno-X Mobility \| + 0" \| \| \| 4. \| Daniel Stampe \| Airtox-Carl Ras \| + 0" \| \| \| 5. \| Giacomo Nizzolo \| Q36.5 Pro Cycling Team \| + 0" \| \| \| 6. \| Rui Oliveira \| UAE Team Emirates \| + 0" \| \| \| 7. \| Arvid de Kleijn \| Tudor Pro Cycling Team \| + 0" \| \| \| 8. \| Jenno Berckmoes \| Lotto Dstny \| + 0" \| \| \| 9. \| Tim Torn Teutenberg \| Lidl-Trek Future Racing \| + 0" \| \| \| 10. \| Nils Eekhoff \| Team dsm-firmenich PostNL \| + 0" \| \| |                      |                               |            |
| |                      |                               |            |
| Kilder: ProCyclingStats Cycling Quotient |                      |                               |            |
| Etaperesultat |                      |                               |            |
| Rytter | Rytter               | Hold                          | Tid        |
| 1. | Tobias Lund Andresen | Team dsm-firmenich PostNL     | 3t 18' 18" |
| 2. | Enrico Zanoncello    | VF Group-Bardiani CSF-Faizanè | + 0"       |
| 3. | Magnus Cort          | Uno-X Mobility                | + 0"       |
| 4. | Daniel Stampe        | Airtox-Carl Ras               | + 0"       |
| 5. | Giacomo Nizzolo      | Q36.5 Pro Cycling Team        | + 0"       |
| 6. | Rui Oliveira         | UAE Team Emirates             | + 0"       |
| 7. | Arvid de Kleijn      | Tudor Pro Cycling Team        | + 0"       |
| 8. | Jenno Berckmoes      | Lotto Dstny                   | + 0"       |
| 9. | Tim Torn Teutenberg  | Lidl-Trek Future Racing       | + 0"       |
| 10. | Nils Eekhoff         | Team dsm-firmenich PostNL     | + 0"       |

## Trøjernes fordeling gennem løbet
| Etape         | Vinder                    | Førertrøjen          | Pointtrøjen          | Bakketrøjen ·   | Ungdomstrøjen ·      | Fightertrøjen        | Holdkonkurrencen ·        |
| ------------- | ------------------------- | -------------------- | -------------------- | --------------- | -------------------- | -------------------- | ------------------------- |
| 1             | Team DSM-Firmenich PostNL | Tobias Lund Andresen | Tobias Lund Andresen | Jesper Rasch    | Tobias Lund Andresen | ikke uddelt          | Team DSM-Firmenich PostNL |
| 2             | Magnus Cort               | Arnaud De Lie        | Magnus Cort          | Daniel Stampe   | Arnaud De Lie        | Jasper Dejaegher     | Team DSM-Firmenich PostNL |
| 3             | Tobias Lund Andresen      | Arnaud De Lie        | Arnaud De Lie        | Daniel Stampe   | Arnaud De Lie        | Martin Szokody       | Team DSM-Firmenich PostNL |
| 4             | Jelte Krijnsen            | Arnaud De Lie        | Tobias Lund Andresen | Kristian Egholm | Arnaud De Lie        | Pelle Køster         | Team DSM-Firmenich PostNL |
| 5             | Tobias Lund Andresen      | Arnaud De Lie        | Tobias Lund Andresen | Kristian Egholm | Arnaud De Lie        | Victor Grue Enggaard | Team DSM-Firmenich PostNL |
| Samlet vinder | Samlet vinder             | Arnaud De Lie        | Tobias Lund Andresen | Kristian Egholm | Arnaud De Lie        |                      | Team DSM-Firmenich PostNL |

## Resultater

### Samlede stilling
| \| Samlede stilling \| Samlede stilling \| Samlede stilling \| Samlede stilling \| Samlede stilling \| \| Rytter \| Rytter \| Hold \| Tid \| \| \| ---------------- \| -------------------- \| ------------------------- \| ---------------- \| ---------------- \| \| 1. \| Arnaud De Lie \| Lotto Dstny \| 18t 56' 14" \| \| \| 2. \| Magnus Cort \| Uno-X Mobility \| + 1" \| \| \| 3. \| Anders Foldager \| Danmark \| + 27" \| \| \| 4. \| Søren Kragh Andersen \| Alpecin-Deceuninck \| + 33" \| \| \| 5. \| Jenno Berckmoes \| Lotto Dstny \| + 41" \| \| \| 6. \| Michael Gogl \| Alpecin-Deceuninck \| + 51" \| \| \| 7. \| Frank van den Broek \| Team dsm-firmenich PostNL \| + 52" \| \| \| 8. \| Matteo Trentin \| Tudor Pro Cycling Team \| + 1' 03" \| \| \| 9. \| Sean Flynn \| Team dsm-firmenich PostNL \| + 1' 06" \| \| \| 10. \| Andreas Leknessund \| Uno-X Mobility \| + 1' 29" \| \| |                      |                           |             |
| |                      |                           |             |
| Kilder: ProCyclingStats Cycling Quotient |                      |                           |             |
| Samlede stilling |                      |                           |             |
| Rytter | Rytter               | Hold                      | Tid         |
| 1. | Arnaud De Lie        | Lotto Dstny               | 18t 56' 14" |
| 2. | Magnus Cort          | Uno-X Mobility            | + 1"        |
| 3. | Anders Foldager      | Danmark                   | + 27"       |
| 4. | Søren Kragh Andersen | Alpecin-Deceuninck        | + 33"       |
| 5. | Jenno Berckmoes      | Lotto Dstny               | + 41"       |
| 6. | Michael Gogl         | Alpecin-Deceuninck        | + 51"       |
| 7. | Frank van den Broek  | Team dsm-firmenich PostNL | + 52"       |
| 8. | Matteo Trentin       | Tudor Pro Cycling Team    | + 1' 03"    |
| 9. | Sean Flynn           | Team dsm-firmenich PostNL | + 1' 06"    |
| 10. | Andreas Leknessund   | Uno-X Mobility            | + 1' 29"    |

### Pointkonkurrencen
| Pointkonkurrence | Pointkonkurrence     | Pointkonkurrence          | Pointkonkurrence | Pointkonkurrence |
| Rytter           | Rytter               | Hold                      | Point            |                  |
| ---------------- | -------------------- | ------------------------- | ---------------- | ---------------- |
| 1.               | Tobias Lund Andresen | Team dsm-firmenich PostNL | 55 point         |                  |
| 2.               | Arnaud De Lie        | Lotto Dstny               | 40 point         |                  |
| 3.               | Magnus Cort          | Uno-X Mobility            | 35 point         |                  |
| 4.               | Jelte Krijnsen       | Q36.5 Pro Cycling Team    | 23 point         |                  |
| 5.               | Jenno Berckmoes      | Lotto Dstny               | 17 point         |                  |
| 6.               | Søren Kragh Andersen | Alpecin-Deceuninck        | 16 point         |                  |
| 7.               | Rui Oliveira         | UAE Team Emirates         | 16 point         |                  |
| 8.               | Matteo Trentin       | Tudor Pro Cycling Team    | 15 point         |                  |
| 9.               | Arvid de Kleijn      | Tudor Pro Cycling Team    | 15 point         |                  |
| 10.              | Giacomo Nizzolo      | Q36.5 Pro Cycling Team    | 14 point         |                  |

### Bakkekonkurrencen
| Bjergkonkurrence | Bjergkonkurrence      | Bjergkonkurrence        | Bjergkonkurrence | Bjergkonkurrence |
| Rytter           | Rytter                | Hold                    | Point            |                  |
| ---------------- | --------------------- | ----------------------- | ---------------- | ---------------- |
| 1.               | Kristian Egholm       | Lidl-Trek Future Racing | 46 point         |                  |
| 2.               | Alexander Arnt Hansen | Airtox-Carl Ras         | 34 point         |                  |
| 3.               | Emil Toudal           | ColoQuick               | 22 point         |                  |
| 4.               | Daniel Stampe         | Airtox-Carl Ras         | 20 point         |                  |
| 5.               | Sébastien Grignard    | Lotto Dstny             | 12 point         |                  |
| 6.               | Pelle Køster          | ColoQuick               | 12 point         |                  |
| 7.               | Konrad Czabok         | Mazowsze Serce Polski   | 12 point         |                  |
| 8.               | Jakub Kaczmarek       | Mazowsze Serce Polski   | 10 point         |                  |
| 9.               | Martin Szokody        | BHS-PL Beton Bornholm   | 10 point         |                  |
| 10.              | Arnaud De Lie         | Lotto Dstny             | 8 point          |                  |

### Ungdomskonkurrencen
| Ungdomskonkurrence | Ungdomskonkurrence      | Ungdomskonkurrence        | Ungdomskonkurrence | Ungdomskonkurrence |
| Rytter             | Rytter                  | Hold                      | Tid                |                    |
| ------------------ | ----------------------- | ------------------------- | ------------------ | ------------------ |
| 1.                 | Arnaud De Lie           | Lotto Dstny               | 18t 56' 14"        |                    |
| 2.                 | Matyáš Kopecký          | Team Novo Nordisk         | + 1' 59"           |                    |
| 3.                 | Tim Torn Teutenberg     | Lidl-Trek Future Racing   | + 5' 24"           |                    |
| 4.                 | Tore Troelsen           | ColoQuick                 | + 9' 13"           |                    |
| 5.                 | Dylan Vandenstorme      | Team Flanders-Baloise     | + 10' 20"          |                    |
| 6.                 | Adam Holm Jørgensen     | Danmark                   | + 10' 46"          |                    |
| 7.                 | Alessandro Perracchione | Team Novo Nordisk         | + 13' 19"          |                    |
| 8.                 | Tobias Lund Andresen    | Team dsm-firmenich PostNL | + 15' 12"          |                    |
| 9.                 | Victor Vercouillie      | Team Flanders-Baloise     | + 17' 54"          |                    |
| 10.                | Malte Hellerup          | Danmark                   | + 19' 13"          |                    |

### Holdkonkurrencen
| Holdkonkurrence | Holdkonkurrence           | Holdkonkurrence | Holdkonkurrence |
| Hold            | Hold                      | Tid             |                 |
| --------------- | ------------------------- | --------------- | --------------- |
| 1.              | Team dsm-firmenich PostNL |                 |                 |

## Hold og ryttere
20 hold stillede til start med hver syv ryttere. Ud af de 133 startende fra 20 nationaliteter, var der 68 debutanter, hvor Tore Troelsen fra ColoQuick Cycling var den yngste og Jimmy Janssens fra Alpecin-Deceuninck den ældste. Det var tredje år i træk at det danske hold ColoQuick stillede med den yngste debutant. Andrea Peron (Team Novo Nordisk) var med sin 10 deltagelse den rytter som havde stillet til start flest gange.
Udover at være den yngste debutant, var Tore Troelsen med sine 19 år og 58 dage også løbets yngste rytter. Andrea Peron var den ældste med 35 år og 291 dage. Det var tredje år i træk at ColoQuick og Novo Nordisk stillede med den yngste og ældste rytter. Gennemsnitsalderen for alle startende var 25 år og 100 dage.
| UCI WorldTeams (3)- Alpecin-Deceuninck - Team dsm-firmenich PostNL - UAE Team Emirates UCI ProTeams (9)- Bingoal WB - Team Flanders-Baloise - Lotto Dstny - Team Novo Nordisk - Q36.5 Pro Cycling Team - TDT-Unibet - Tudor Pro Cycling Team - Uno-X Mobility - VF Group-Bardiani CSF-Faizané UCI Kontinentalhold (7)- Airtox-Carl Ras - BHS-PL Beton Bornholm - ColoQuick - Team Coop-Repsol - Lidl-Trek Future Racing - Mazowsze Serce Polski - Parkhotel Valkenburg Landshold- Danmark |
| |

### Nationalitet på ryttere
| #     | Nationalitet   | Ved start | Ved start | Etapesejre |
| ----- | -------------- | --------- | --------- | ---------- |
| 1     | Danmark        | 40        | 40        |            |
| 2     | Belgien        | 17        | 17        |            |
| 3     | Italien        | 17        | 17        |            |
| 4     | Holland        | 14        | 14        |            |
| 5     | Polen          | 8         | 8         |            |
| 6     | Norge          | 8         | 8         |            |
| 7     | Australien     | 3         | 3         |            |
| 8     | New Zealand    | 3         | 3         |            |
| 9     | Østrig         | 2         | 2         |            |
| 10    | Storbritannien | 2         | 2         |            |
| 11    | Tjekkiet       | 2         | 2         |            |
| 12    | Irland         | 2         | 2         |            |
| 13    | Portugal       | 2         | 2         |            |
| 14    | Sverige        | 2         | 2         |            |
| 15    | Schweiz        | 2         | 2         |            |
| 16    | Colombia       | 1         | 1         |            |
| 17    | Frankrig       | 1         | 1         |            |
| 18    | Tyskland       | 1         | 1         |            |
| 19    | Slovenien      | 1         | 1         |            |
| 20    | USA            | 1         | 1         |            |
| Total | Total          | 133       | 133       | 0          |

### Startliste
| Lidl-Trek Future Racing LTF | Lidl-Trek Future Racing LTF | Lidl-Trek Future Racing LTF |
| --------------------------- | --------------------------- | --------------------------- |
| Nr.                         | Rytter                      | Placering                   |
| 1                           | Kristian Egholm (DEN)       |                             |
| 2                           | Liam O'Brien (IRL)          |                             |
| 3                           | Cole Kessler (USA)          |                             |
| 4                           | Matteo Milan (ITA)          |                             |
| 5                           | Martin Pedersen (DEN)       |                             |
| 6                           | Cameron Rogers (AUS)        |                             |
| 7                           | Tim Torn Teutenberg (GER)   |                             |

| Uno-X Mobility UXM | Uno-X Mobility UXM         | Uno-X Mobility UXM |
| ------------------ | -------------------------- | ------------------ |
| Nr.                | Rytter                     | Placering          |
| 11                 | Louis Bendixen (DEN)       |                    |
| 12                 | Carl-Frederik Bévort (DEN) |                    |
| 13                 | Rasmus Bøgh Wallin (DEN)   |                    |
| 14                 | Magnus Cort (DEN)          |                    |
| 15                 | Andreas Leknessund (NOR)   |                    |
| 16                 | William Blume Levy (DEN)   |                    |
| 17                 | Niklas Larsen (DEN)        |                    |

| Team dsm-firmenich PostNL DFP | Team dsm-firmenich PostNL DFP | Team dsm-firmenich PostNL DFP |
| ----------------------------- | ----------------------------- | ----------------------------- |
| Nr.                           | Rytter                        | Placering                     |
| 21                            | Tobias Lund Andresen (DEN)    |                               |
| 22                            | Warren Barguil (FRA)          |                               |
| 23                            | Frank van den Broek (NED)     |                               |
| 24                            | Alexander Edmondson (AUS)     |                               |
| 25                            | Johan Dorussen (NED)          | DNF-2                         |
| 26                            | Nils Eekhoff (NED)            |                               |
| 27                            | Sean Flynn (GBR)              |                               |

| Alpecin-Deceuninck ADC | Alpecin-Deceuninck ADC     | Alpecin-Deceuninck ADC |
| ---------------------- | -------------------------- | ---------------------- |
| Nr.                    | Rytter                     | Placering              |
| 31                     | Søren Kragh Andersen (DEN) |                        |
| 32                     | Tobias Bayer (AUT)         |                        |
| 33                     | Michael Gogl (AUT)         |                        |
| 34                     | Jimmy Janssens (BEL)       |                        |
| 35                     | Jonas Rickaert (BEL)       |                        |
| 36                     | Marceli Bogusławski (POL)  | DNF-2                  |
| 37                     | Simon Dehairs (BEL)        |                        |

| UAE Team Emirates UAD | UAE Team Emirates UAD        | UAE Team Emirates UAD |
| --------------------- | ---------------------------- | --------------------- |
| Nr.                   | Rytter                       | Placering             |
| 41                    | Sjoerd Bax (NED)             |                       |
| 42                    | Mikkel Bjerg (DEN)           | DNF-3                 |
| 43                    | Finn Fisher-Black (NZL)      |                       |
| 44                    | Álvaro Hodeg (COL)           |                       |
| 45                    | Domen Novak (SLO) (landevej) |                       |
| 46                    | Ivo Oliveira (POR)           |                       |
| 47                    | Rui Oliveira (POR)           |                       |

| Lotto Dstny LTD | Lotto Dstny LTD                  | Lotto Dstny LTD |
| --------------- | -------------------------------- | --------------- |
| Nr.             | Rytter                           | Placering       |
| 51              | Jenno Berckmoes (BEL)            |                 |
| 52              | Logan Currie (NZL) (enkeltstart) |                 |
| 53              | Jasper De Buyst (BEL)            |                 |
| 54              | Arnaud De Lie (BEL) (landevej)   |                 |
| 55              | Jarrad Drizners (AUS)            | DNS-2           |
| 56              | Sébastien Grignard (BEL)         |                 |
| 57              | Florian Vermeersch (BEL)         |                 |

| Q36.5 Pro Cycling Team Q36 | Q36.5 Pro Cycling Team Q36 | Q36.5 Pro Cycling Team Q36 |
| -------------------------- | -------------------------- | -------------------------- |
| Nr.                        | Rytter                     | Placering                  |
| 61                         | Walter Calzoni (ITA)       |                            |
| 62                         | Nicolò Parisini (ITA)      |                            |
| 63                         | Filippo Conca (ITA)        |                            |
| 64                         | Frederik Frison (BEL)      |                            |
| 65                         | Tobias Ludvigsson (SWE)    |                            |
| 66                         | Giacomo Nizzolo (ITA)      |                            |
| 67                         | Rory Townsend (IRL)        | DNS-5                      |

| Team Novo Nordisk TNN | Team Novo Nordisk TNN         | Team Novo Nordisk TNN |
| --------------------- | ----------------------------- | --------------------- |
| Nr.                   | Rytter                        | Placering             |
| 71                    | Matyáš Kopecký (CZE)          |                       |
| 72                    | Andrea Peron (ITA)            |                       |
| 73                    | Hamish Beadle (NZL)           |                       |
| 74                    | Filippo Ridolfo (ITA)         |                       |
| 75                    | Alessandro Perracchione (ITA) |                       |
| 76                    | Antonio Polga (ITA)           |                       |
| 77                    | Nathan Smith (GBR)            | DNF-5                 |

| VF Group-Bardiani CSF-Faizanè VBF | VF Group-Bardiani CSF-Faizanè VBF | VF Group-Bardiani CSF-Faizanè VBF |
| --------------------------------- | --------------------------------- | --------------------------------- |
| Nr.                               | Rytter                            | Placering                         |
| 81                                | Luca Colnaghi (ITA)               |                                   |
| 82                                | Lorenzo Conforti (ITA)            |                                   |
| 83                                | Filippo Magli (ITA)               |                                   |
| 84                                | Mattia Pinazzi (ITA)              |                                   |
| 85                                | Manuele Tarozzi (ITA)             |                                   |
| 86                                | Alessandro Tonelli (ITA)          |                                   |
| 87                                | Enrico Zanoncello (ITA)           |                                   |

| TDT-Unibet TDT | TDT-Unibet TDT              | TDT-Unibet TDT |
| -------------- | --------------------------- | -------------- |
| Nr.            | Rytter                      | Placering      |
| 91             | Abram Stockman (BEL)        |                |
| 92             | Andreas Stokbro (DEN)       |                |
| 93             | Hartthijs de Vries (NED)    |                |
| 94             | Jelle Johannink (NED)       |                |
| 95             | Nicklas Amdi Pedersen (DEN) |                |
| 96             | Sebastian Nielsen (DEN)     |                |
| 97             | Tomáš Kopecký (CZE)         |                |

| Team Flanders-Baloise TFB | Team Flanders-Baloise TFB | Team Flanders-Baloise TFB |
| ------------------------- | ------------------------- | ------------------------- |
| Nr.                       | Rytter                    | Placering                 |
| 101                       | Alex Colman (BEL)         |                           |
| 102                       | Jules Hesters (BEL)       |                           |
| 103                       | Jasper Dejaegher (BEL)    | DNF-4                     |
| 104                       | Aaron Van Poucke (BEL)    |                           |
| 105                       | Dylan Vandenstorme (BEL)  |                           |
| 106                       | Ward Vanhoof (BEL)        |                           |
| 107                       | Victor Vercouillie (BEL)  |                           |

| Tudor Pro Cycling Team TUD | Tudor Pro Cycling Team TUD     | Tudor Pro Cycling Team TUD |
| -------------------------- | ------------------------------ | -------------------------- |
| Nr.                        | Rytter                         | Placering                  |
| 111                        | Tom Bohli (SUI)                |                            |
| 112                        | Sebastian Kolze Changizi (DEN) |                            |
| 113                        | Arvid de Kleijn (NED)          |                            |
| 114                        | Lucas Eriksson (SWE)           |                            |
| 115                        | Alexander Kamp (DEN)           |                            |
| 116                        | Joel Suter (SUI)               |                            |
| 117                        | Matteo Trentin (ITA)           |                            |

| Team Coop-Repsol TCR | Team Coop-Repsol TCR          | Team Coop-Repsol TCR |
| -------------------- | ----------------------------- | -------------------- |
| Nr.                  | Rytter                        | Placering            |
| 121                  | Anton Stensby (NOR)           |                      |
| 122                  | Magnus Sørbø (NOR)            |                      |
| 123                  | Karsten Larsen Feldmann (NOR) |                      |
| 124                  | Kalle Kvam (NOR)              |                      |
| 125                  | Johan Ravnøy (NOR)            |                      |
| 126                  | Halvor Utengen Sandstad (NOR) |                      |
| 127                  | Daniel Vold (NOR)             |                      |

| Mazowsze Serce Polski MSP | Mazowsze Serce Polski MSP    | Mazowsze Serce Polski MSP |
| ------------------------- | ---------------------------- | ------------------------- |
| Nr.                       | Rytter                       | Placering                 |
| 131                       | Tomasz Budziński (POL)       |                           |
| 132                       | Konrad Czabok (POL)          |                           |
| 133                       | Jakub Kaczmarek (POL)        |                           |
| 134                       | Tobiasz Pawlak (POL)         |                           |
| 135                       | Michał Pomorski (POL)        |                           |
| 136                       | Maksymilian Radosz (POL)     | DNF-2                     |
| 137                       | Franciszek Kaczorowski (POL) |                           |

| Q36.5 Pro Cycling Team Q36 | Q36.5 Pro Cycling Team Q36 | Q36.5 Pro Cycling Team Q36 |
| -------------------------- | -------------------------- | -------------------------- |
| Nr.                        | Rytter                     | Placering                  |
| 141                        | Jelte Krijnsen (NED)       |                            |

| Parkhotel Valkenburg PHV | Parkhotel Valkenburg PHV | Parkhotel Valkenburg PHV |
| ------------------------ | ------------------------ | ------------------------ |
| Nr.                      | Rytter                   | Placering                |
| 142                      | Yanne Dorenbos (NED)     | DNF-2                    |
| 143                      | Jesper Rasch (NED)       |                          |
| 144                      | Martijn Rasenberg (NED)  |                          |
| 145                      | Maxime Duba (NED)        |                          |
| 146                      | Nils Sinschek (NED)      |                          |
| 147                      | Luke Verburg (NED)       |                          |

| Airtox-Carl Ras GSH | Airtox-Carl Ras GSH           | Airtox-Carl Ras GSH |
| ------------------- | ----------------------------- | ------------------- |
| Nr.                 | Rytter                        | Placering           |
| 151                 | Mads Andersen (DEN)           |                     |
| 152                 | Magnus Bak Klaris (DEN)       |                     |
| 153                 | Mathias Larsen (DEN)          |                     |
| 154                 | Alexander Arnt Hansen (DEN)   |                     |
| 155                 | Daniel Stampe (DEN)           |                     |
| 156                 | Stian Rosenlund Richter (DEN) |                     |
| 157                 | Frederik Bjørn Sørensen (DEN) | DNF-2               |

| BHS-PL Beton Bornholm BPC | BHS-PL Beton Bornholm BPC       | BHS-PL Beton Bornholm BPC |
| ------------------------- | ------------------------------- | ------------------------- |
| Nr.                       | Rytter                          | Placering                 |
| 161                       | Tobias Aagaard Hansen (DEN)     |                           |
| 162                       | Mikkel Øritsland (DEN)          |                           |
| 163                       | Victor Grue Enggaard (DEN)      |                           |
| 164                       | Martin Szokody                  |                           |
| 165                       | Jacob Schebye                   |                           |
| 166                       | Andreas Krogh Jensen            |                           |
| 167                       | Mads-Emil Dupont Hougaard (DEN) |                           |

| ColoQuick TCQ | ColoQuick TCQ                | ColoQuick TCQ |
| ------------- | ---------------------------- | ------------- |
| Nr.           | Rytter                       | Placering     |
| 171           | Joshua Gudnitz (DEN)         |               |
| 172           | Emil Toudal (DEN)            |               |
| 173           | Nikolaj Mengel (DEN)         |               |
| 174           | Aksel Bech Skot-Hansen (DEN) | DNF-5         |
| 175           | Tore Troelsen (DEN)          |               |
| 176           | Simon Bak (DEN)              |               |
| 177           | Pelle Køster (DEN)           |               |

| Danmark DEN | Danmark DEN           | Danmark DEN |
| ----------- | --------------------- | ----------- |
| Nr.         | Rytter                | Placering   |
| 181         | Anders Foldager       |             |
| 182         | Mathias Norsgaard     | DNF-2       |
| 183         | Julius Johansen       |             |
| 184         | Malte Hellerup        |             |
| 185         | Johan Price-Pejtersen | DNF-2       |
| 186         | Adam Holm Jørgensen   |             |
| 187         | Kasper Andersen       |             |

| Lidl-Trek Future Racing LTF | Lidl-Trek Future Racing LTF | Lidl-Trek Future Racing LTF |
| --------------------------- | --------------------------- | --------------------------- |
| Nr.                         | Rytter                      | Placering                   |
| 1                           | Kristian Egholm (DEN)       |                             |
| 2                           | Liam O'Brien (IRL)          |                             |
| 3                           | Cole Kessler (USA)          |                             |
| 4                           | Matteo Milan (ITA)          |                             |
| 5                           | Martin Pedersen (DEN)       |                             |
| 6                           | Cameron Rogers (AUS)        |                             |
| 7                           | Tim Torn Teutenberg (GER)   |                             |

| Uno-X Mobility UXM | Uno-X Mobility UXM         | Uno-X Mobility UXM |
| ------------------ | -------------------------- | ------------------ |
| Nr.                | Rytter                     | Placering          |
| 11                 | Louis Bendixen (DEN)       |                    |
| 12                 | Carl-Frederik Bévort (DEN) |                    |
| 13                 | Rasmus Bøgh Wallin (DEN)   |                    |
| 14                 | Magnus Cort (DEN)          |                    |
| 15                 | Andreas Leknessund (NOR)   |                    |
| 16                 | William Blume Levy (DEN)   |                    |
| 17                 | Niklas Larsen (DEN)        |                    |

| Team dsm-firmenich PostNL DFP | Team dsm-firmenich PostNL DFP | Team dsm-firmenich PostNL DFP |
| ----------------------------- | ----------------------------- | ----------------------------- |
| Nr.                           | Rytter                        | Placering                     |
| 21                            | Tobias Lund Andresen (DEN)    |                               |
| 22                            | Warren Barguil (FRA)          |                               |
| 23                            | Frank van den Broek (NED)     |                               |
| 24                            | Alexander Edmondson (AUS)     |                               |
| 25                            | Johan Dorussen (NED)          | DNF-2                         |
| 26                            | Nils Eekhoff (NED)            |                               |
| 27                            | Sean Flynn (GBR)              |                               |

| Alpecin-Deceuninck ADC | Alpecin-Deceuninck ADC     | Alpecin-Deceuninck ADC |
| ---------------------- | -------------------------- | ---------------------- |
| Nr.                    | Rytter                     | Placering              |
| 31                     | Søren Kragh Andersen (DEN) |                        |
| 32                     | Tobias Bayer (AUT)         |                        |
| 33                     | Michael Gogl (AUT)         |                        |
| 34                     | Jimmy Janssens (BEL)       |                        |
| 35                     | Jonas Rickaert (BEL)       |                        |
| 36                     | Marceli Bogusławski (POL)  | DNF-2                  |
| 37                     | Simon Dehairs (BEL)        |                        |

| UAE Team Emirates UAD | UAE Team Emirates UAD        | UAE Team Emirates UAD |
| --------------------- | ---------------------------- | --------------------- |
| Nr.                   | Rytter                       | Placering             |
| 41                    | Sjoerd Bax (NED)             |                       |
| 42                    | Mikkel Bjerg (DEN)           | DNF-3                 |
| 43                    | Finn Fisher-Black (NZL)      |                       |
| 44                    | Álvaro Hodeg (COL)           |                       |
| 45                    | Domen Novak (SLO) (landevej) |                       |
| 46                    | Ivo Oliveira (POR)           |                       |
| 47                    | Rui Oliveira (POR)           |                       |

| Lotto Dstny LTD | Lotto Dstny LTD                  | Lotto Dstny LTD |
| --------------- | -------------------------------- | --------------- |
| Nr.             | Rytter                           | Placering       |
| 51              | Jenno Berckmoes (BEL)            |                 |
| 52              | Logan Currie (NZL) (enkeltstart) |                 |
| 53              | Jasper De Buyst (BEL)            |                 |
| 54              | Arnaud De Lie (BEL) (landevej)   |                 |
| 55              | Jarrad Drizners (AUS)            | DNS-2           |
| 56              | Sébastien Grignard (BEL)         |                 |
| 57              | Florian Vermeersch (BEL)         |                 |

| Q36.5 Pro Cycling Team Q36 | Q36.5 Pro Cycling Team Q36 | Q36.5 Pro Cycling Team Q36 |
| -------------------------- | -------------------------- | -------------------------- |
| Nr.                        | Rytter                     | Placering                  |
| 61                         | Walter Calzoni (ITA)       |                            |
| 62                         | Nicolò Parisini (ITA)      |                            |
| 63                         | Filippo Conca (ITA)        |                            |
| 64                         | Frederik Frison (BEL)      |                            |
| 65                         | Tobias Ludvigsson (SWE)    |                            |
| 66                         | Giacomo Nizzolo (ITA)      |                            |
| 67                         | Rory Townsend (IRL)        | DNS-5                      |

| Team Novo Nordisk TNN | Team Novo Nordisk TNN         | Team Novo Nordisk TNN |
| --------------------- | ----------------------------- | --------------------- |
| Nr.                   | Rytter                        | Placering             |
| 71                    | Matyáš Kopecký (CZE)          |                       |
| 72                    | Andrea Peron (ITA)            |                       |
| 73                    | Hamish Beadle (NZL)           |                       |
| 74                    | Filippo Ridolfo (ITA)         |                       |
| 75                    | Alessandro Perracchione (ITA) |                       |
| 76                    | Antonio Polga (ITA)           |                       |
| 77                    | Nathan Smith (GBR)            | DNF-5                 |

| VF Group-Bardiani CSF-Faizanè VBF | VF Group-Bardiani CSF-Faizanè VBF | VF Group-Bardiani CSF-Faizanè VBF |
| --------------------------------- | --------------------------------- | --------------------------------- |
| Nr.                               | Rytter                            | Placering                         |
| 81                                | Luca Colnaghi (ITA)               |                                   |
| 82                                | Lorenzo Conforti (ITA)            |                                   |
| 83                                | Filippo Magli (ITA)               |                                   |
| 84                                | Mattia Pinazzi (ITA)              |                                   |
| 85                                | Manuele Tarozzi (ITA)             |                                   |
| 86                                | Alessandro Tonelli (ITA)          |                                   |
| 87                                | Enrico Zanoncello (ITA)           |                                   |

| TDT-Unibet TDT | TDT-Unibet TDT              | TDT-Unibet TDT |
| -------------- | --------------------------- | -------------- |
| Nr.            | Rytter                      | Placering      |
| 91             | Abram Stockman (BEL)        |                |
| 92             | Andreas Stokbro (DEN)       |                |
| 93             | Hartthijs de Vries (NED)    |                |
| 94             | Jelle Johannink (NED)       |                |
| 95             | Nicklas Amdi Pedersen (DEN) |                |
| 96             | Sebastian Nielsen (DEN)     |                |
| 97             | Tomáš Kopecký (CZE)         |                |

| Team Flanders-Baloise TFB | Team Flanders-Baloise TFB | Team Flanders-Baloise TFB |
| ------------------------- | ------------------------- | ------------------------- |
| Nr.                       | Rytter                    | Placering                 |
| 101                       | Alex Colman (BEL)         |                           |
| 102                       | Jules Hesters (BEL)       |                           |
| 103                       | Jasper Dejaegher (BEL)    | DNF-4                     |
| 104                       | Aaron Van Poucke (BEL)    |                           |
| 105                       | Dylan Vandenstorme (BEL)  |                           |
| 106                       | Ward Vanhoof (BEL)        |                           |
| 107                       | Victor Vercouillie (BEL)  |                           |

| Tudor Pro Cycling Team TUD | Tudor Pro Cycling Team TUD     | Tudor Pro Cycling Team TUD |
| -------------------------- | ------------------------------ | -------------------------- |
| Nr.                        | Rytter                         | Placering                  |
| 111                        | Tom Bohli (SUI)                |                            |
| 112                        | Sebastian Kolze Changizi (DEN) |                            |
| 113                        | Arvid de Kleijn (NED)          |                            |
| 114                        | Lucas Eriksson (SWE)           |                            |
| 115                        | Alexander Kamp (DEN)           |                            |
| 116                        | Joel Suter (SUI)               |                            |
| 117                        | Matteo Trentin (ITA)           |                            |

| Team Coop-Repsol TCR | Team Coop-Repsol TCR          | Team Coop-Repsol TCR |
| -------------------- | ----------------------------- | -------------------- |
| Nr.                  | Rytter                        | Placering            |
| 121                  | Anton Stensby (NOR)           |                      |
| 122                  | Magnus Sørbø (NOR)            |                      |
| 123                  | Karsten Larsen Feldmann (NOR) |                      |
| 124                  | Kalle Kvam (NOR)              |                      |
| 125                  | Johan Ravnøy (NOR)            |                      |
| 126                  | Halvor Utengen Sandstad (NOR) |                      |
| 127                  | Daniel Vold (NOR)             |                      |

| Mazowsze Serce Polski MSP | Mazowsze Serce Polski MSP    | Mazowsze Serce Polski MSP |
| ------------------------- | ---------------------------- | ------------------------- |
| Nr.                       | Rytter                       | Placering                 |
| 131                       | Tomasz Budziński (POL)       |                           |
| 132                       | Konrad Czabok (POL)          |                           |
| 133                       | Jakub Kaczmarek (POL)        |                           |
| 134                       | Tobiasz Pawlak (POL)         |                           |
| 135                       | Michał Pomorski (POL)        |                           |
| 136                       | Maksymilian Radosz (POL)     | DNF-2                     |
| 137                       | Franciszek Kaczorowski (POL) |                           |

| Q36.5 Pro Cycling Team Q36 | Q36.5 Pro Cycling Team Q36 | Q36.5 Pro Cycling Team Q36 |
| -------------------------- | -------------------------- | -------------------------- |
| Nr.                        | Rytter                     | Placering                  |
| 141                        | Jelte Krijnsen (NED)       |                            |

| Parkhotel Valkenburg PHV | Parkhotel Valkenburg PHV | Parkhotel Valkenburg PHV |
| ------------------------ | ------------------------ | ------------------------ |
| Nr.                      | Rytter                   | Placering                |
| 142                      | Yanne Dorenbos (NED)     | DNF-2                    |
| 143                      | Jesper Rasch (NED)       |                          |
| 144                      | Martijn Rasenberg (NED)  |                          |
| 145                      | Maxime Duba (NED)        |                          |
| 146                      | Nils Sinschek (NED)      |                          |
| 147                      | Luke Verburg (NED)       |                          |

| Airtox-Carl Ras GSH | Airtox-Carl Ras GSH           | Airtox-Carl Ras GSH |
| ------------------- | ----------------------------- | ------------------- |
| Nr.                 | Rytter                        | Placering           |
| 151                 | Mads Andersen (DEN)           |                     |
| 152                 | Magnus Bak Klaris (DEN)       |                     |
| 153                 | Mathias Larsen (DEN)          |                     |
| 154                 | Alexander Arnt Hansen (DEN)   |                     |
| 155                 | Daniel Stampe (DEN)           |                     |
| 156                 | Stian Rosenlund Richter (DEN) |                     |
| 157                 | Frederik Bjørn Sørensen (DEN) | DNF-2               |

| BHS-PL Beton Bornholm BPC | BHS-PL Beton Bornholm BPC       | BHS-PL Beton Bornholm BPC |
| ------------------------- | ------------------------------- | ------------------------- |
| Nr.                       | Rytter                          | Placering                 |
| 161                       | Tobias Aagaard Hansen (DEN)     |                           |
| 162                       | Mikkel Øritsland (DEN)          |                           |
| 163                       | Victor Grue Enggaard (DEN)      |                           |
| 164                       | Martin Szokody                  |                           |
| 165                       | Jacob Schebye                   |                           |
| 166                       | Andreas Krogh Jensen            |                           |
| 167                       | Mads-Emil Dupont Hougaard (DEN) |                           |

| ColoQuick TCQ | ColoQuick TCQ                | ColoQuick TCQ |
| ------------- | ---------------------------- | ------------- |
| Nr.           | Rytter                       | Placering     |
| 171           | Joshua Gudnitz (DEN)         |               |
| 172           | Emil Toudal (DEN)            |               |
| 173           | Nikolaj Mengel (DEN)         |               |
| 174           | Aksel Bech Skot-Hansen (DEN) | DNF-5         |
| 175           | Tore Troelsen (DEN)          |               |
| 176           | Simon Bak (DEN)              |               |
| 177           | Pelle Køster (DEN)           |               |

| Danmark DEN | Danmark DEN           | Danmark DEN |
| ----------- | --------------------- | ----------- |
| Nr.         | Rytter                | Placering   |
| 181         | Anders Foldager       |             |
| 182         | Mathias Norsgaard     | DNF-2       |
| 183         | Julius Johansen       |             |
| 184         | Malte Hellerup        |             |
| 185         | Johan Price-Pejtersen | DNF-2       |
| 186         | Adam Holm Jørgensen   |             |
| 187         | Kasper Andersen       |             |